# 신해수
신해수(辛海洙, 1987년 11월 30일 ~ )는 전 KBO 리그 한화 이글스의 투수이다.
2006년 신인 드래프트에서 한화 이글스의 2차 4순위 지명을 받고 입단하였으나, 1군에는 2010년 2경기에만 등판했고 2011년 6월 25일 웨이버 공시되었다.

## 출신 학교
- 화순초등학교
- 화순중학교
- 화순고등학교